# Phil Charles
Phil Charles é um engenheiro britânico que atualmente é vice-chefe da equipe de Fórmula E da DS Penske.

## Carreira
Charles ingressou na Fórmula 1 em fevereiro de 2003, quando começou a trabalhar para a equipe Renault, ele ocupou vários cargos de engenharia até deixa a equipe francesa em janeiro de 2010. Durante este período a Renault atingiu seu auge na categoria máxima do automobilismo mundial, com a equipe conquistando de forma consecutiva os títulos de Pilotos e Construtores em 2005 e 2006. Charles trabalou com o piloto brasileiro Nelson Piquet Jr. na equipe Renault em 2008 e 2009.
Em janeiro de 2013, Charles ingressou na equipe da Toro Rosso como engenheiro de corrida. Meses depois, em novembro do mesmo ano ele foi promovido ao cargo de engenheiro-chefe de corrida, onde Charles passou um breve período trabalhando com o piloto neerlandês Max Verstappen.
Após Charles sair da Toro Rosso em agosto de 2017, foi recrutado pela equipe de Fórmula E da Jaguar Racing. Com ele ocupando a função de gerente técnico da equipe, uma espécie de engenheiro-chefe de corrida e gerente de equipe reunidos em um só cargo, onde ele tinha amplas responsabilidades, em todos os aspectos técnicos da equipe. Além disso, Charles construiu a equipe técnica da Jaguar, contratando a maior parte de seu pessoal-chave durante os seis anos em que esteve na equipe.
Depois de uma longa passagem pela Jaguar, Charles se retirou da equipe inglesa após o teste de pré-temporada realizado em Valência no final de outubro de 2023, para se tornar o vice-chefe de equipe da DS Penske, em um contrato de longo prazo. Ele assumiu oficialmente o cargo em março de 2024, com o ePrix de São Paulo marcando a primeira corrida de Charles na pista com a equipe, embora ele já estivesse na função há um pouco mais de tempo. Ele está presente em tudo na DS Penske — desde o departamento de tecnologia até o de finanças e gerenciamento de equipes. Charles está entre as mentes técnicas mais influentes no paddock da Fórmula E.